# Corynoptera confunda
Corynoptera confunda är en tvåvingeart som beskrevs av Hans-Georg Rudzinski och Schulz 1996. Corynoptera confunda ingår i släktet Corynoptera och familjen sorgmyggor.
Artens utbredningsområde är Tyskland. Inga underarter finns listade i Catalogue of Life.